# Shih tzu
Le shih tzu (chinois : 西施犬 ; pinyin : xīshīquǎn ou chinois : 狮子狗 ; pinyin : shīzi gǒu ; litt. « chien lion », qui donna le nom utilisé en occident) est une race de chien appartenant au groupe des chiens du Tibet.

## Origines tibétaines
Les chiens tibétains sont répartis en 4 races soit le Lhassa Apso, le terrier tibétain, l'épagneul tibétain et le shih tzu. Parmi  la classification de la FCI (Fédération Cynologique Internationale) ces races appartiennent au neuvième groupe soit les chiens d'agrément et de compagnie.
Son surnom "chien lion" est lié à une légende, selon laquelle cette race canine entretenait des liens étroits avec le lion des neiges, qui, au Tibet, est symbole du bien-être. Au XVIe siècle, les premiers shih tzu sont introduits en Chine, partageant ainsi avec le pékinois, les faveurs de la cour impériale. Symbole de prestige, ils sont l'objet de cadeaux offerts aux visiteurs de marque.

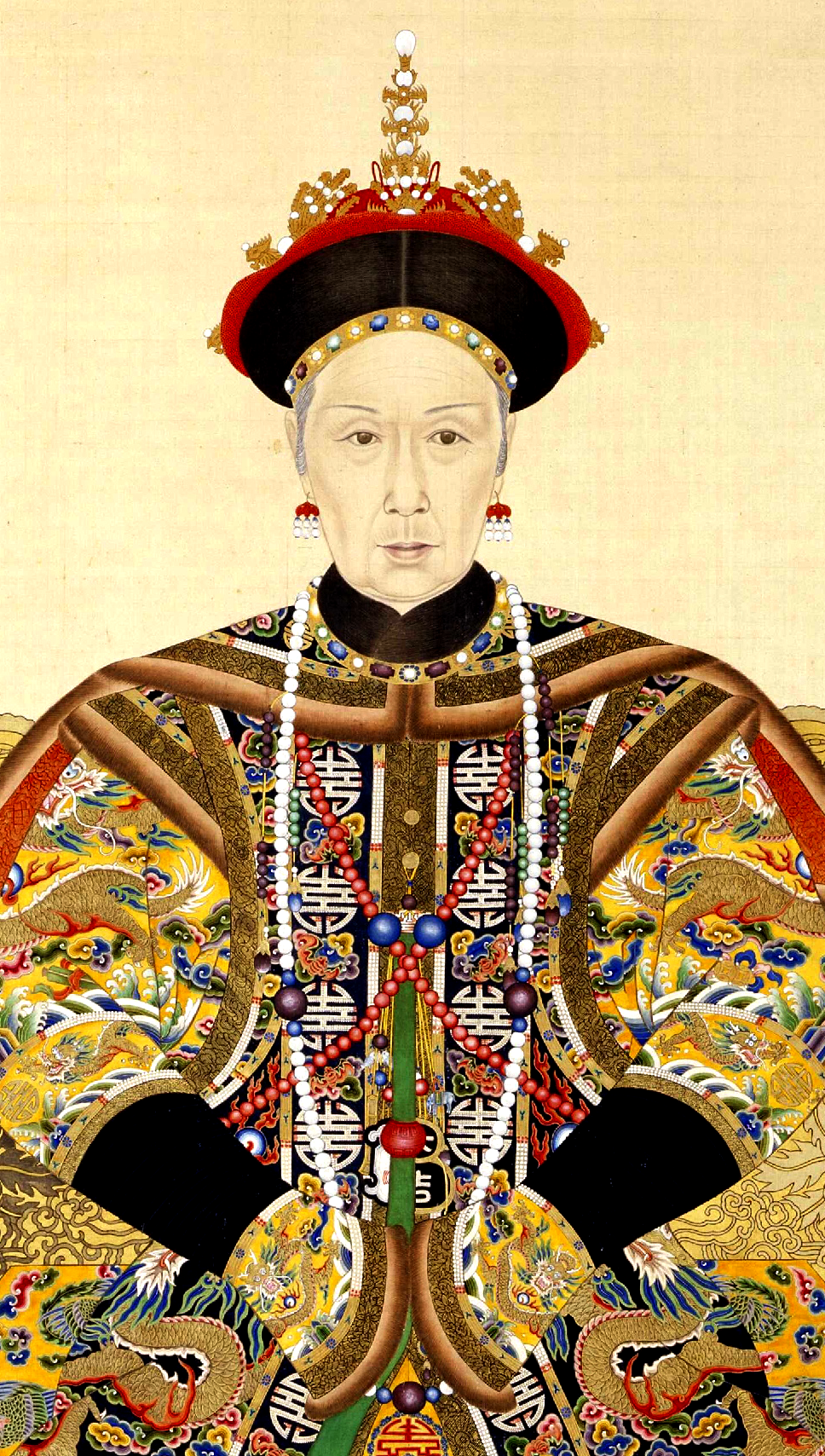
Portrait de Cixi.

Au XIXe siècle, le shih tzu devient la race préférée de l'impératrice douairière Cixi, ancienne concubine de Xianfeng, que l'on surnomma d'ailleurs les perles de l'impératrice. 
Un élevage d'une centaine de chiens de différentes races est alors installé dans la Cité interdite. Le shih tzu serait issu d'un croisement entre des Lhassa Apso et des petits chiens chinois.
À la mort de l'impératrice en 1908 et avec la chute de l'empire, les shih tzu sortirent de la Cité interdite et disparurent progressivement de l'empire du Milieu. En 1928, trois chiens furent exportés vers la Grande-Bretagne, principalement par Lady Brownrigg, épouse du général britannique Douglas Brownrigg (en), qui a initié ainsi l'élevage de la race en Europe. En 1933, elle exposa ses chiens dans la catégorie des "chiens tibétains" mais rapidement des caractéristiques propres à la race se sont imposées pour devenir une catégorie à part entière. Ainsi, en 1934, le lhassa apso et le shih tzu furent différenciés et exposés séparément. Le shih tzu a préalablement été nommé "chien lion tibétain" puis le nom du "Shih Tzu" a été officialisé définitivement à partir de 1935. 
En 1940,  la race fut reconnue officiellement par le Kennel Club anglais  avec une autorisation de participer pour les concours canins à partir de 1949.  Après la guerre, en 1951, afin d'éviter que les chiens exportés sont enregistrés comme étant des Lhassa Apso, le  Kennel Club  anglais a adopté une résolution interdisant aux éleveurs de vendre aux États-Unis jusqu'à ce que la race soit officiellement reconnue par l'American Kennel Club en 1955.
En France, la race fut introduite par la comtesse d'Anjou de son retour de Chine où son époux était diplomate en 1946. La race fut officialisée en 1953 au LOF de la société centrale canine.

## Standard
Selon les standards de la FCI, le shih tzu possède les caractéristiques suivantes : 
- Aspect général : Chien robuste, au poil abondant mais sans exagération, au port altier.

- Proportions importantes : La longueur du corps, mesurée du garrot à la base de la queue, est supérieure à la hauteur au garrot.
- Tête : La tête est large et ronde, les yeux sont bien écartés. La tête est ébouriffée avec moustache et barbe bien fournies. Le poil qui pousse vers le haut sur le museau donne bien l'aspect du chrysanthème, ce qui lui vaut le surnom "chien chrysanthème". Le poil ne doit pas obstruer la vision.
- Région faciale :

- Truffe : Noire, mais chez les chiens dont la robe est foie (marron) ou porte des marques foie, la truffe est marron foncé.
- Museau : Museau d'une bonne largeur, carré et court  d'environ 2,5 cm de l'extrémité de la truffe au stop.
- Mâchoires/dents : Mâchoires d'égale longueur (bord à bord) ou léger prognathisme inférieur.
- Yeux : Grands, sombres et ronds, bien écartés mais pas proéminents.
- Cou : Bien proportionné, joliment galbé. Sa longueur est suffisante pour que la tête soit portée fièrement.
- Queue : Elle forme un panache abondant. Elle atteint en hauteur approximativement le niveau du crâne, ce qui donne une silhouette bien équilibrée.

- Corps :

- Dos : Droit. 
- Rein : Bien attaché et solide. 
- Poitrine: Large et bien descendue.
- Taille et poids :

- Hauteur au garrot: Elle ne doit pas dépasser 27 cm. Le type et les caractéristiques de la race sont de la plus grande importance et ne doivent, en aucun cas, être sacrifiés au seul critère de la taille. 
- Poids : 4,5 kg à 8 kg. (Poids idéal estimé de 4,5 à 7,5 kg).

- Prix à l'achat : de 1000 à 1500 euros environ pour les purs race.

## Tempérament
Le shih tzu est considéré comme petit chien de compagnie par excellence et devenu très populaire au cours des 20 dernières années. De nature sociable, avec les autres chiens, il peut cohabiter avec les chats. Calme et posé, c'est un chien actif, qui a besoin d'exercices au quotidien. Malgré leur apparence délicate, le shih tzu est un chien endurant. Il est très dévoué envers son maître. Cette race de chien est connue pour être obéissante malgré son caractère têtu. Il est très facile pour les jeunes maîtres n'ayant jamais eu de chien de l'élever et de s'en occuper ! C'est pour cela qu'il est recommandé comme première boule de poils.  

## Toilettage et soins particuliers

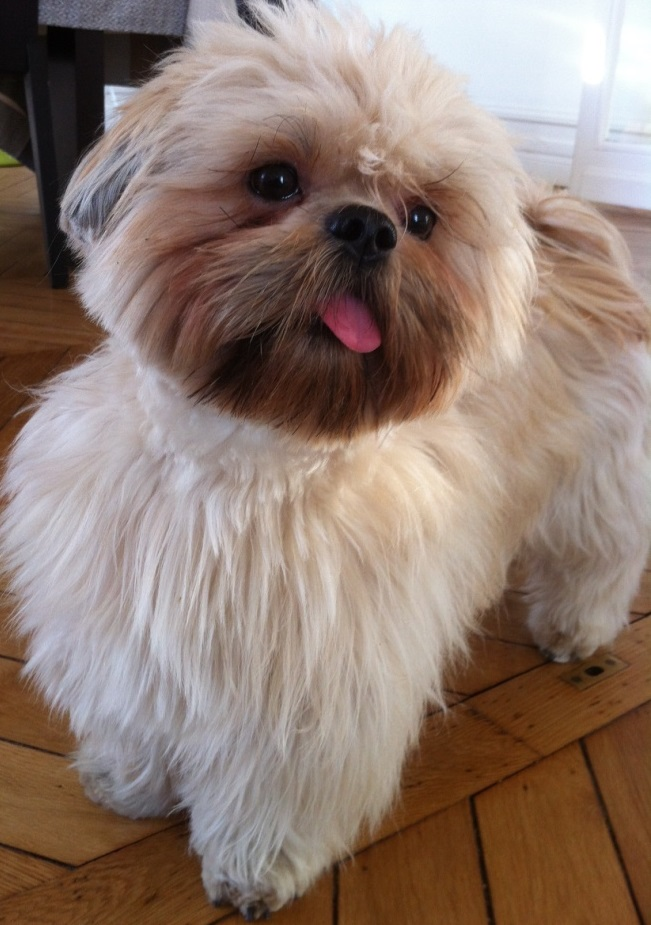
Shih tzu-Coupe-lion.

Le shih tzu a le poil long et doux et non-bouclé avec une présence modérée du sous-poil. Son pelage nécessite un entretien régulier et favorise un choix de coupes considérables : la coupe courte (ou la "coupe bébé"), la "coupe longue", la "coupe lion" et la "coupe japonaise" et la "coupes couettes, tresses ou chignons". Un toilettage régulier est nécessaire pour le bien-être et l'élégance de l'animal. 

Les soins courants sont relatifs à une surveillance de l'état des oreilles, un nettoyage des yeux avec des produits adaptés soit du sérum physiologique  ou avec des solutions de lavage oculaire à usage vétérinaire" Le poil ne doit pas obstruer la vision du chien. Il est conseillé  de leur couper les griffes avec un coupe-ongles adapté.

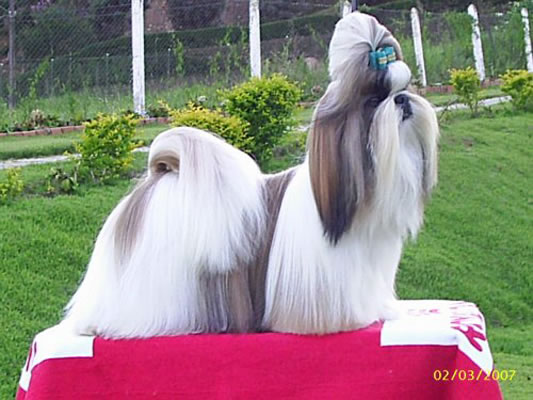

## Concours canins

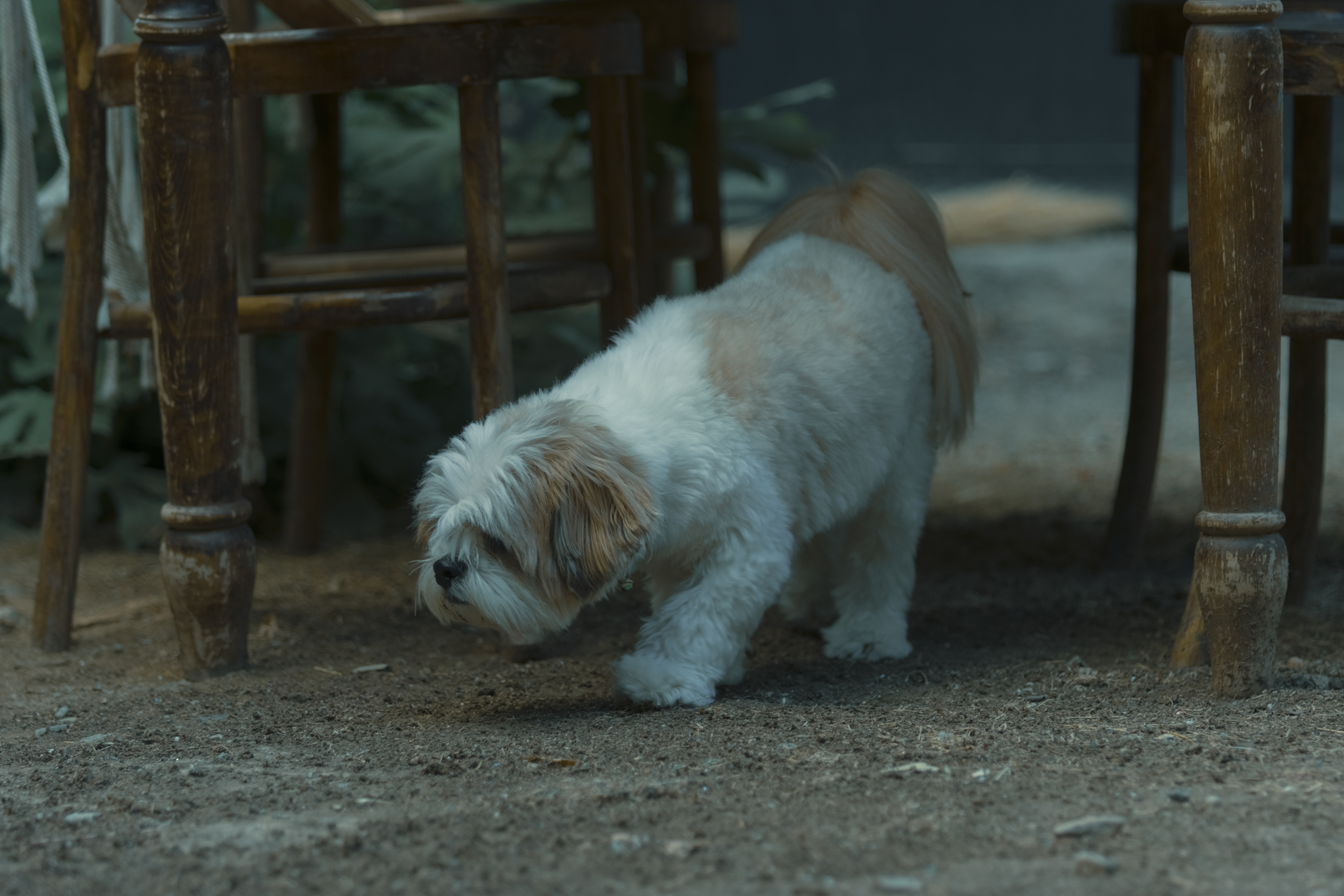
Shih tzu toiletté pour un concours canin.

Le shih tzu est une race propice aux concours de beauté canins. De nombreuses règles sont exigées et validées par la Commission Zootechnique de la Société Centrale Canine. Parmi les points non-confirmations, le type général du chien (la taille ne doit pas dépasser 27 cm), des points particuliers (crâne plat et étroit, œil globuleux ou strabisme, langue visible bouche fermée...), robe (poil frisé ou laineux), anomalies (monorchidie ou cryptorchidie), le caractère (agressif ou exagérément craintif).
Au niveau du toilettage, les concours canins impliquent une fourrure longue et harmonieuse.

## Dressage
Le shih tzu se montre quelquefois obstiné mais avec de l'entraînement et une éducation claire et cohérente, il peut apprendre beaucoup de choses. Il n'obéit pas aveuglement et déteste être forcé.[réf. nécessaire]. Pour cela, il est nécessaire de lui apprendre les ordres souhaités par le jeu ou l'amusement. 

## Culture
Le shih tzu est représenté à travers le personnage « Daisy, l’aventurière » dans le film d'animation Comme des bêtes 2 ou bien encore le personnage de Marie dans la série de jeux Animal Crossing et pour terminer le personnage de Choupette dans le film Les Trois Frères.